# Heinrich Ferger
Heinrich Ferger (* 9. Januar 1847 in Westerburg im Westerwaldkreis; † 16. Mai 1917 ebenda) war ein deutscher Hotelier und Bürgermeister sowie Mitglied des Provinziallandtages der Provinz Hessen-Nassau.

## Leben
Heinrich Ferger wurde als Sohn des Rotgerbermeisters Johann Karl Ferger (1793–1863) und dessen Ehefrau Marie Antonie Gros (1890–1863) geboren.
Nach seiner Schulausbildung erlernte er den Beruf des Bäckers und betrieb später das Hotel „Zum Löwen“ in Westerburg.
In den Jahren von 1883 bis 1898 und von 1909 bis 1912 war er Bürgermeister in Westerburg und wurde in dieser Funktion 
am 5. Dezember 1892 zum Standesbeamten bestellt.
Von 1886 bis 1898 hatte er ein Mandat für den Nassauischen Kommunallandtag des preußischen Regierungsbezirks Wiesbaden bzw. für den Provinziallandtag der Provinz Hessen-Nassau, wo er einen Sitz im Wegebau-, Eingaben- und Kleinbahnausschuss hatte. Er war Mitglied des Landesausschusses (1886–1912) und stellvertretendes Mitglied des Provinzialausschusses (1898–1912).